# 카밀 스토흐
카밀 빅토르 스토흐(폴란드어: Kamil Wiktor Stoch, 폴란드어 발음: [ˈkamil ˈvik.tɔr stɔx], 1987년 5월 25일~)는 폴란드의 스키점프 선수로 올림픽에 5회 참가하여 개인전 금메달 3개, 단체전 동메달 1개를 획득하였다. 2014년 동계 올림픽에서 노멀힐과 라지힐 개인전 우승을 차지하며 대회 2관왕에 올랐고 2018년 동계 올림픽에서 라지힐 개인전 종목 금메달, 라지힐 단체전 종목 동메달을 획득했다. 그는 2018년 올림픽 당시 30세로 올림픽 스키점프 개인전 최고령 금메달리스트가 되었다. 또한 이레나 셰빈스카, 아니타 브워다르치크와 함께 역대 두번째로 많은 올림픽 금메달을 획득한 선수이다.
올림픽 외에는 세계 선수권 대회에서 금메달 2개, 은메달 1개, 동메달 2개, 스키점프 월드컵 종합 우승 2회, 종합 준우승 1회 차지했으며 4대 점프대 토너먼트 우승 3회, 로 에어 대회 우승 2회를 달성했다. 그는 스벤 하나발트와 고바야시 료유와 함께 4대 점프대 토너먼트의 모든 개최지에서 우승을 차지한 선수 3명 중 한 사람이기도 하다.

## 수훈
- 장교십자 폴란드 재건국 훈장(2019년 8월 29일)
- 기사십자 폴란드 재건국 훈장(2014년 3월 26일)
- 마워폴스카주 명예 훈장(2017년)